# Palazzo Giulio d'Este
Palazzo Giulio d'Este è un edificio di origine rinascimentale che si trova a Ferrara in corso Ercole I d'Este. Il palazzo è sede degli uffici della prefettura.

## Storia

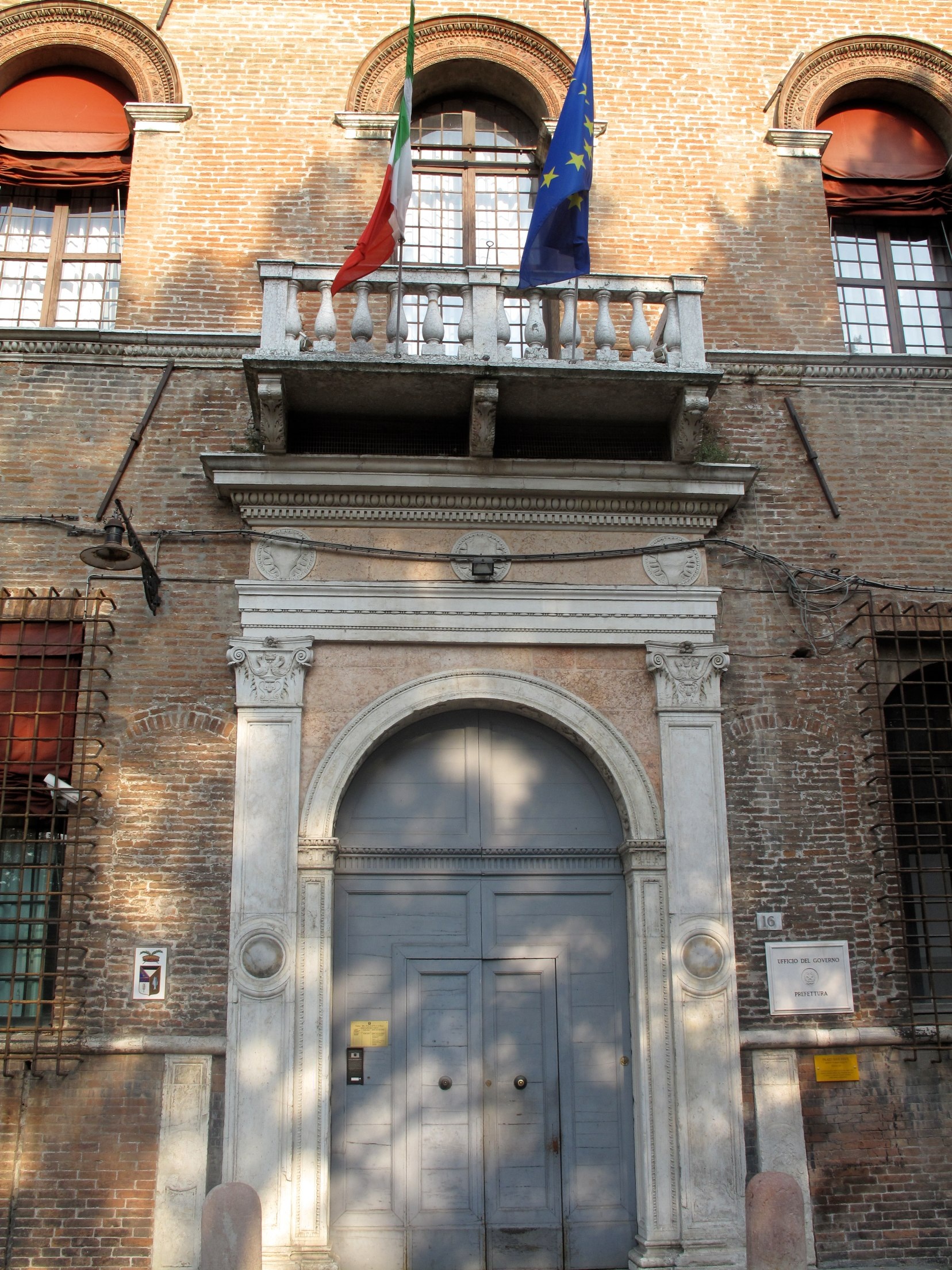
Portale monumentale del palazzo

Il palazzo fu edificato alla fine del XV secolo e fu abitato da Giulio d'Este dal 1501 al 1506. Giulio era figlio naturale di Ercole I e Isabella Arduino, e fu riconosciuto dal padre come proprio figlio, crescendo poi all'interno della famiglia ducale. Dopo la congiura nel 1506 il palazzo venne confiscato e dato in usufrutto a Nicolò da Correggio, consigliere di Alfonso I. Dopo la morte di Nicolò nel 1508, il palazzo tornò nella disponibilità degli Este e fu concesso in dote ad Elisabetta d'Este, figlia naturale del cardinale Ippolito, consorte di Giberto Pio. La famiglia Pio di Carpi mantenne il possesso del palazzo dal 1528 al 1892. Nel 1932 il complesso diventò proprietà dell'INPS e nel 1982 venne acquistato dalla Provincia di Ferrara che, nel 2017, lo cedette alla società INVIMIT.

## Descrizione
Il palazzo monumentale comprende quattro diversi corpi di fabbrica e si affaccia su corso Ercole I d'Este. Il parco interno, non visibile dal corso, permette una connessione tra il vicino giardino di palazzo Scola - Camerini e l'orto botanico universitario. La struttura rinascimentale in cotto a vista rispetta lo stile architettonico dell'Addizione Erculea. Gli ultimi importanti interventi strutturali si sono realizzati negli anni trenta del XX secolo con l'ampliamento del corpo di fabbrica e la costruzione di una serra e poi, nel 1995, per la sistemazione degli alloggi per il prefetto.